# Великобелтни мост
Великобелтни мост (дан. Storebæltsforbindelsen) је фиксна веза од више елемената која прелази Велики појас између данских острва Селанда и Фина. Састоји се од путног висећег моста и железничког тунела између Селанда и малог острва Спроге у средини Великог појаса, и моста са потпорним гредама за друмски и железнички саобраћаја између Спрогеа и Фина. Укупна дужина је 18 км.
„Великобелтни мост” (дан. Storebæltsbroen) обично се односи на висећи мост, мада се такође може користити да означи мост са потпорним гредама или везу у целости. Званично назван Источни мост, висећи мост дизајнирале су данске фирме COWI A/S и Ramboll. Има пети најдужи главни распон на свету (1,6 км), а најдужи изван Азије. У време отварања моста био је други најдужи, иза моста Акаши Каикјо, отвореног неколико месеци раније.
Веза је заменила трајектну службу, која је била основно средство преласка Великог појаса. Након више од 50 година расправе, данска влада је 1986. одлучила да изгради везу; отворена је за железнички саобраћај 1997. и за друмски саобраћај 1998. Са процењеним трошковима од 21,4 милијарде ДКК (цене из 1988), мост је највећи грађевински пројекат у историји Данске. Знатно се скратило време путовања; претходно је трајало један сат трајектом, а сада се може прећи за десет минута. Ова веза и мост Ересунд (изграђен 1995—1999) заједно су омогућили вожњу из копнене Европе у Шведску и остатак Скандинавије кроз Данску.
Рад и одржавање финансирају се путаринама за возила и возове. Бициклисти не могу користити мост, али бицикли се могу превозити возом или аутобусом.

## Историја
Трајекти преко Великог појаса започели су службу између обалних градова Корсер и Ниборг 1883. године, спајајући железничке линије са обе стране појаса. Године 1957. друмски саобраћај је премештен на пут Халсков-Кнудсховед, око 1,5 километара северно и близу фиксне везе.
Нацрти за изградњу фиксне везе представљени су већ 1850-их, а неколико предлога појавило се у наредним деценијама. Данске државне железнице, одговорне за трајектну службу, представиле су планове за мост 1934. године. Концепти мостова преко Ересунда (152 милиона ДКК) и Великобелтни мост (257 милиона ДКК) израчунати су око 1936. године. 1948. Министарство за јавне радове (сада Министарство саобраћаја) основало је комисију за истраживање импликација фиксне везе.
Први закон који се односи на фиксну везу донет је 1973. али пројекат је стављен на чекање 1978. јер је странка Либерала захтевала одлагање јавне потрошње. Политички договор о поновном покретању рада постигнут је 1986. године, грађевинским законом (дан. anlægslov) донетим 1987.
Изградња везе започела је 1988. године. Године 1991. Финска је тужила Данску Међународном суду правде, уз образложење да финске мобилне бушилице неће моћи да прођу испод моста. Две земље су преговарале о финансијској надокнади у износу од 90 милиона данских круна, а Финска је повукла тужбу.
Процењује се да ће веза створити вредност од 379 милијарди ДКК након 50 година коришћења.

## Конструкција
Изградња фиксне везе постала је највећи грађевински пројекат у историји Данске. У циљу повезивања Халскова на Селанду са Кнудсховедом на Фину, 18 км према западу морала је да се изгради двотрачна железница и четворотрачни аутопут, преко малог острва Спроге усред Великог појаса. Пројекат је обухватао три различита задатка: Источни мост за друмски саобраћај, Источни тунел за железнички саобраћај и Западни мост за друмски и железнички саобраћај комбиновано. Грађевинске радове су спровели Sundlink Contractors, конзорцијум Skanska, Hochtief , MT Højgaard (која је изградила Западни мост) и Monberg & Thorsen (која је изградила одељак од осам километра испод Великог појаса). Радове подизања и постављања елемената извео је Ballast Nedam помоћу плутајуће дизалице.

### Источни мост
Изграђен између 1991. и 1998. по цени од 950 милиона америчких долара, Источни мост (Østbroen) је висећи мост између Халскова и Спрогеа. Дужина је 6 790 м, са слободним распоном од 1 624 м, што га чини трећим најдужим распоном на свету, иза Акаши Каикјо моста и моста Ксихоумен. Вертикални зазор за бродове износи 65 м, што је довољно за највећи брод на свету за крстарење, класе Oasis.
 На 254 м изнад нивоа мора, два стуба Источног моста су највише тачке на самоносивим конструкцијама у Данској.
Да би главни каблови били напети, конструкција за сидрење са сваке стране распона постављена је испод палубе пута. Након 15 година каблови немају рђу. Деветнаест бетонских стубова (12 на страни Селанда, седам код Спрогеа), независних, носе пут изван распона.

### Западни мост
Западни мост (Vestbroen) је мост са потпорним гредама између Спрогеа и Кнудсховеда. Дуг је 6 611 м, и има вертикални зазор за бродове од 18 м. У ствари, то су два одвојена суседна моста: северни железнички и јужни друмски. Стубови два моста почивају на заједничким темељима испод нивоа мора. Западни мост је изграђен између 1988. и 1994; његова путна/железничка палуба састоји се од 63 дела који су подупрти са 62 стуба.

### Источни тунел
Двоструки пробијени тунели Источног тунела (Østtunnelen) су по 8 024 м дугачки. Између два главна тунела постоји 31 спојни тунел на сваких 250 м.
Дошло је до кашњења и прекорачења трошкова у изградњи тунела. План је био да се отвори 1993. године, али саобраћај возова почео је 1997. године, а друмски саобраћај 1998. године. Током градње морско дно је попустило и један од тунела је поплављен. Вода је наставила да се диже и стигла је до краја код Спрогеа, где је наставила у (још увек сувом) другом тунелу. Вода је оштетила две од четири машине за пробијање тунела, али ниједан радник није повређен. Само постављањем глинене подлоге на морско дно било је могуће исушити тунеле.
Укупно 320 радника за рад при компримованом ваздуху било је укључено у 9018 случаја изложености притиску у четири машине за пробијање тунела. При изградњи је констатована декомпресијска болест од 0,14 %, а два радника су имала дугорочне резидуалне симптоме.

## Импликације саобраћаја
Пре отварања везе, трајекте широм Великог појаса свакодневно је користило просечно 8.000 аутомобила. Саобраћај преко појаса порастао је 127 % током прве године након отварања везе. У 2008, просечно 30.200 аутомобила користило је везу сваки дан.
Фиксна веза уродила је знатном уштедом времена путовања између источне и западне Данске. Претходно је требало око 90 минута да се пређе Велики појас у аутомобилу који је вожен трајектом, укључујући време чекања у лукама. То је трајало знатно дуже током вршних периода, попут викенда и празника. Отварањем везе, путовање је сада између 10 и 15 минута.
Путовање возом је смањено за 60 минута, а на располагању је много више седишта јер се на воз може додати више вагона који не морају да стану на трајект.
Најкраћа времена путовања су: Копенхаген — Оденсе 1 сат 15 минута, Копенхаген — Архус 2 сата и 30 минута, Копенхаген — Олборг 3 сата 55 минута и Копенхаген — Есбјерг 2 сата и 35 минута.
Авиони између Копенхагена и Оденсеа, и између Копенхагена и Есбјерга престали су да саобраћају, а воз се сада највише користи између Копенхагена и Архуса.
Заједно са мостом Ересунд и два моста Малог појаса, веза пружа директну фиксну везу између западне континенталне Европе и северне Скандинавије, на крају спајајући све делове Европске уније осим Ирске, Малте, Кипра и околних острва.
За теретне возове, непокретне везе су велико побољшање између Шведске и Немачке, и између Шведске и Велике Британије. Трајектни систем између Шведске и Немачке још увек се користи у одређеној мери захваљујући ограниченом железничком капацитету, са великим прометом путника преко мостова и неким једнотрачним пругама у јужној Данској и северној Немачкој.
До 2028. године очекује се да Фемарнбелтски тунел буде завршен, а већи део међународног саобраћаја се премешта са Великобелтног моста. Ова директнија рута смањиће железничко путовање од Хамбурга до Копенхагена са 4:45 на 3:30 сати.

## Еколошки ефекти
Еколошка разматрања била су саставни део пројекта и била су од пресудног значаја за избор усклађености и одређивања дизајна. Еколошка разматрања била су разлог због којег је основан програм мониторинга животне средине и покренута сарадња са властима и спољним консултантима на дефинисању бриге о животној средини током грађевинских радова и професионалним захтевима програма мониторинга. Та сарадња објављена је у извештају објављеном почетком 1997. о стању животне средине у Великом појасу. Закључак извештаја био је да је морско окружење барем толико добро као и пре почетка грађевинских радова.
Продубљивањем делова Великог појаса, повећан је пресек протока воде. Овим ископавањем надокнађује се ефекат блокирања који узрокују стубови моста и прилазне рампе. Закључак извештаја је да су протоци воде сада готово на нивоу какав је био пре изградње моста.
Великобелтни мост је створио повећан обим друмског саобраћаја, што је значило и веће загађење ваздуха. Међутим, дошло је до значајних уштеда у потрошњи енергије преласком са трајеката на фиксну везу. Трајекти троше много енергије за погон, трајекти велике брзине троше велике количине енергије при великим брзинама, а авио-превоз троши велику енергију. Домаћи ваздушни саобраћај преко Великог појаса знатно је смањен након отварања моста, а бивши авио-путници сада користе возове и приватне аутомобиле.

## Несреће
Током градње пријављено је 479 несрећа на раду, од којих су 53 резултирале тешким повредама или смрћу. Од несрећа на раду умрло је седам радника.
Западни мост два пута је оштетио поморски саобраћај. Док је веза још била у изградњи 14. септембра 1993, трајект је скренуо с пута по лошем времену и погодио Западни мост. 3. марта 2005, теретни камион ударио је на Западни мост 800 метара од Фина.
5. јуна 2006. године, возило за одржавање експлодирало је у железничком тунелу. Нико није повређен. Пожар је угашен нешто пре поноћи, а возило је сутрадан уклоњено из тунела.
2. јануара 2019. године у саобраћајној несрећи на Западном мосту погинуло је осам људи. Путнички воз ударила је полу-приколица која је пала са теретног воза који је возио у супротном смеру.

## Галерија
- Источни мост одоздо
- Поглед одоздо на Источни мост југоисточно према Корсеру.
- Источни мост са врха источног стуба
- Источни мост
- Изблиза два стуба
- Allure of the Seas пролази испод Источног моста
- Источни мост при заласку сунца